# Quận Marion, South Carolina
Quận Marion là một quận trong bang Nam Carolina. Theo điều tra dân số năm 2000, quận có dân số 35.466 người, năm 2005, ước tính dân số quận là 34.904 người,  Quận lỵ đóng ở Marion.6  Quận được đặt tên theo Francis Marion.

## Địa lý
Theo Cục điều tra dân số Hoa Kỳ, quận có tổng diện tích 494 square miles (1.280 km²), trong đó, 489 dặm Anh vuông (1.267 km²) là diện tích đất và 5 dặm Anh vuông (13 km²) trong tổng diện tích (1,02%) là diện tích mặt nước.

### Các quận giáp ranh
- Quận Dillon, Nam Carolina - Bắc
- Quận Horry, Nam Carolina - Đông
- Quận Georgetown, Nam Carolina - Nam
- Quận Williamsburg, Nam Carolina - Tây nam
- Quận Florence, Nam Carolina - Tây

## Thông tin nhân khẩu
Theo cuộc điều tra dân số2 tiến hành năm 2000, quận này có dân số 35.466 người, 13.301 hộ, và 9.510 gia đình sinh sống trong quận này. Mật độ dân số là 72 người trên mỗi dặm Anh vuông (28/km²). Đã có 15.143 đơn vị nhà ở với một mật độ bình quân là 31 trên mỗi dặm Anh vuông (12/km²).  Cơ cấu chủng tộc của dân cư sinh sống tại quận này gồm 41,69% người da trắng, 56,35% người da đen hoặc người Mỹ gốc Phi, 0,25% người thổ dân châu Mỹ, 0,28% người gốc châu Á, 0,01% người các đảo Thái Bình Dương, 0,90% từ các chủng tộc khác, và 0,52% từ hai hay nhiều chủng tộc.  1,79% dân số là người Hispanic hoặc người Latin thuộc bất cứ chủng tộc nào.
Có 13,301 hộ trong đó có 32,20% có con cái dưới tuổi 18 sống chung với họ, 43,30% là những cặp kết hôn sinh sống với nhau, 23,60% có một chủ hộ là nữ không có chồng sống cùng, và 28,50% là không gia đình. 25,40% trong tất cả các hộ gồm các cá nhân và 9,70% có người sinh sống một mình và có độ tuổi 65 tuổi hay già hơn.  Quy mô trung bình của hộ là 2,64 còn quy mô trung bình của gia đình là 3,16,
Cơ cấu độ tuổi dân cư quận này như sau 27,60% dưới độ tuổi 18, 9,70% từ 18 đến 24, 26,80% từ 25 đến 44, 23,80% từ 45 đến 64, và 12,10% người có độ tuổi 65 tuổi hay già hơn.  Độ tuổi trung bình là 35 tuổi. Cứ mỗi 100 nữ giới thì có 85,90 nam giới. Cứ mỗi 100 nữ giới có độ tuổi 18 và lớn hơn thì, có 80,40 nam giới.
Thu nhập bình quân của một hộ ở quận này là $26.526, và thu nhập bình quân của một gia đình ở quận này là $32.932, Nam giới có thu nhập bình quân $26.133 so với mức thu nhập $18.392 đối với nữ giới. Thu nhập bình quân đầu người của quận là $13.878, Khoảng 18,90% gia đình và 23,20% dân số sống dưới ngưỡng nghèo, bao gồm 33,30% những người có độ tuổi 18 và 23,50% là những người 65 tuổi hoặc già hơn.

## Các thành phố và thị xã
- Brittons Neck
- Centenary
- Gresham
- Marion
- Mullins
- Nichols
- Rains
- Sellers
- Temperance Hill